# Журавлёв, Павел Михайлович
Павел Михайлович Журавлёв (укр. Павло Михайлович Журавльов; род. 29 июля 1983 года, Саки, Украинская ССР, СССР) — украинский боксёр- и кикбоксер-профессионал по прозвищу Кайман, принимающий участие в турнирах K-1. Спортом занимается с 13 лет, начинал с карате и футбола. Окончил музыкальную школу по классу баяна.

### Достижения
- Временный Чемпион мира 2019 по версии FEA в супертяжелом весе
- Временный чемпион мира по версии GLORY -95 кг 2017 года
- Полуфиналист K-1 World Grand Prix FINAL in Zagreb
- Чемпион мира 2016 по версии FFC в весовой в весовой категории 95 кг;
- Победитель турнира Legend 2013 в весовой категории - 93 кг;
- Победитель финального турнира Superkombat 2012;
- Чемпион мира по версии W5 в весовой категории + 93;
- Победитель мировой серии KOK;
- Трёхкратный чемпион мира по версии WBKF;
- Двукратный чемпион Европы по кикбоксингу;
- Двукратный чемпион СНГ по кикбоксингу;
- Чемпион СНГ по тайскому боксу.

## Карьера
Единоборствами Павел начал заниматься в возрасте 13 лет: сначала боксом, а затем кикбоксингом и муай-тай. В первой половине 2000-х годов Журавлёв достиг высоких результатов в любительском спорте, завоевав бронзу на чемпионате мира по тайскому боксу (2003), золото на кубке короля Таиланда (2004), чемпионатах мира по кикбоксингу по версиям WAKO (2003) и IAKSA (2005).

С 2005 года Павел начал активно выступать на профессиональном ринге. На протяжении 4-х лет он провёл около 50-ти поединков, выиграл ряд титулов и вошёл в число лучших бойцов постсоветского пространства, одержав победы над такими соперниками, как Дмитрий Антоненко, Алексей Кудин, Максим Неледва, Константин Глухов, Сергей Лащенко, Евгений Ангалевич.

## Титулы

### Любительские титулы
- 2011 Чемпионат мира (тайский бокс) WMF  +91 кг
- 2005 Чемпионат мира (фулл-контакт с лоу-киком) IAKSA  +91 кг[3]
- 2004 Кубок короля Таиланда (тайский бокс)  86 кг
- 2003 Чемпионат мира (фулл-контакт с лоу-киком) WAKO
- 2003 Чемпионат мира (тайский бокс) IFMA  86 кг

### Профессиональные титулы
- 2016 Чемпион мира по версии FFC (-95 кг)
- 2013 Победитель гран-при Легенда (95 кг)
- 2012 Победитель гран-при SuperKombat (+91 кг)
- 2010 Победитель гран-при King of Kings (+93 кг)
- 2009 Чемпион мира по кикбоксингу (К-1) по версии W5 (96 кг)
- 2009 Чемпион мира по кикбоксингу (фулл-контакт с лоу-киком) мировая версия W5  (96 кг)
- 2008 Чемпион мира по кикбоксингу по версии WBKF (+93 кг)
- 2008 Победитель турнира Честь Воина-2 (+86 кг)
- 2006 Победитель турнира Честь Воина-1 (+86 кг)

## Личная жизнь
Женат.Воспитывает дочь.